# Pijo Dujmović
fra. Pijo dr. Dujmović (Porat, 1870. – Zagreb, 1935.), bio je hrvatski katolički svećenik, franjevac trećoredac, provincijal i generalni ministar trećega franjevačkog reda.

## Životopis
Pijo Dujmović rođen je kao Pavao Dujmović u Poratu na otoku Krku 1870. godine. 1887 ulazi u treći franjevački red te uzima ime Pijo. Školuje se u Krku, Glavotoku, a teologiju je završio u Zadru. Zaređen je za svećenika u Zadru 1894. godine. Nakon toga nastavlja studij u Rimu gdje doktorira filozofiju i teologiju.  
Po povratku na područje Hrvatske nastavlja raditi kao katehet u Zadru, profesor u samostanskoj gimnaziji u Krku te profesor filozofije. Od 1899. godine do 1906. godine bio je tajnik Provincije, a od 1906. do 1909. izabran je za povjerenika Provincije. Od 1909. do 1912. bio je provincijal, a 1912. imenovan je generalnim ministrom trećeg franjevačkog reda sa sjedištem u Rimu. Početkom Prvoga svjetskog rata, kao državljanin Austro-Ugarske koja je bila u ratu s Italijom, morao je napustiti Rim te je nastavio upravljati redom iz samostana sv. Marije Magdalene u Portu, sve do 1918. godine, kada se ponovno vraća u Rim. Dužnost generalnog ministra reda obavlja do 1920. godine. Tijekom obnašanja službe generalnog ministra započeo je rad na uspostavi novih konstitucija Reda te radi na sjedinjenju franjevaca trećoredaca iz SAD-a s Redom. 1912. godine tiska vlastiti brevijar franjevaca trećoredaca, a 1913. misal. Nakon izbornog kapitula 1920. vraća se u samostan sv. Marije Magdelene u Portu, a 1930. godine je premješten u samostan sv. Franje Ksaverskog u Zagrebu. 1933. ponovo je izabran na mjesto provincijskog ministra na kojem ostaje do smrti 1935. godine. Pokopan je na gradskom groblju Mirogoj u Zagrebu.    